# Rappelz
『Rappelz』（ラペルズ）は韓国のNFLAVOR(現：ガーララボ）が開発し、ガーラジャパンが運営するWindows用のMMORPG。多くのMMORPGと同様、最終的な目標というものは特には定められていない。アイテム課金制のためプレイは無料。
本項においては主に日本におけるRappelzについて記述する。なお2018年2月28日15:00に本サービスは終了した。

2021年6月10日、LINE株式会社が提供するPCゲームプラットフォーム「LINE POD」で日本でのサービス提供が再開始された。
運営は、Meta Bora（韓国、旧社名：Friends Games、カカオゲームズの子会社）が行う。
本プラットホームにおける正式名称は『Rappelz Online』となっており、本項に記述されている内容と一部仕様が異なる。
2022年12月15日、日本における「LINE POD」でのサービス提供が終了した。

## 世界

### 主要な地域
修練の島（ルネペース）
修練の島とは、全てのプレイヤーキャラクターが最初に現れるフィールド。島の各地にいるNPCの誘導に従い、クエストをこなすことで大まかな世界観や操作方法などをマスターできる。
ラクシ地方
デーヴァに属するキャラクターが最初に帰属する都市ラクシとその周辺地域。
カタン地方
アシュラに属するキャラクターが最初に帰属する都市カタンとその周辺地域。
ホライズン地方
ガイアに属するキャラクターが最初に帰属する都市ホライズンとその周辺地域。
シクルト
シクルトとは課金アイテムであるシクルトフリーパスを購入し、各都市に存在するシクルトテレポーターに話しかけることで移動できる都市。他の都市よりも商店で販売されているアイテムが廉価で、ラクとブーストチップの交換比率が有利である。またシクルト専用の騎乗クリーチャーを借りることができる。
また各地方の狩場へ直接テレポートすることもできる。シクルト自体は外部フィールドと接続されていない。
マリキャットマーケット
シクルトおよび各町のNPCを通していける露店専用の街。マリキャットマーケットでのみ露店を置くことができる。
ロンド地方
ロンドを中心に広がる。周辺を比較的高レベルのモンスターが配置されている。北のラクシと南西のカタン、南東のホライズンのほぼ中央に位置。
マルドゥカ地方
マレ村が中央にある他は荒廃となった土地。北部には都市遺跡があり、南部にはマルドゥカ監視塔がある。全体的に高レベルのモンスターが配置される。
失われた秘密の島（ゲーム表記上は忘れられた秘密の島）
ロンドのパルミル高原から西に向かった海岸沿いにワープゾーンがあり、そこに入るとテレポートすることができる。通称「雪原」。
左下エリアには、それぞれ別々のダンジョン「ターヘル・ドラゴニア」「ムムターズ・ナーガ」「ドラゴ・エクリプス」への入り口がある他、カイネン湖には「キューブリックダンジョン」の入口がある。

### ダンジョン
ダンジョンとはフィールドとは別に存在する巨大迷路で、フィールド上に各ダンジョンへの入り口が存在する。
ダンジョン内のモンスターは表記されているレベルよりも強力なものが多い、ソロでの狩りは困難なため、パーティを組んで戦うことが多い。
月光遺跡
月光遺跡はホライズン西に2箇所あり、それぞれ月光1・月光2と称される。初級向けのダンジョン。
忘れられた坑道
忘れられた坑道はホライズン北に2箇所あり、坑道1・坑道2と称される。いずれも第二バルモア炭鉱に入り口がある。初級～中級向けのダンジョン。
水晶谷
水晶の谷はロンド西にあり、水晶の山の中腹に入り口がある。水晶1・水晶2と称される。中級向けのダンジョン
パルミル遺跡
ロンド北のパルミル高原のさらに北部に入り口がある。パル1・パル2と称される。中～上級向けのダンジョン。
内部マップが他のダンジョンに比べ非常に広大な上、ワープゾーンなどもあるため難解。
エル=カシア
マルドゥカの北西の滝に入り口がある。
主に115～145のレベルキャラクターを対象としたダンジョン。エルと称される。上級向けのダンジョン。
ターヘル・ドラゴニア
失われた秘密の島の南東部に入り口がある。ターヘルと称される。主に145～155のレベルキャラクターを対象としたダンジョン。
ドラゴ・エクリプス
失われた秘密の島の南東部に入り口がある。エクリと称される。主に155～のレベルキャラクターを対象としたダンジョン。
ムムターズ・ナーガ
失われた秘密の島の南東部に入り口がある。ムムタと称される。主に155～のレベルキャラクターを対象としたダンジョン。
「ターヘル・ドラゴニア」「ムムターズ・ナーガ」「ドラゴ・エクリプス」は全て同一形状のダンジョンで、モンスターの構成も似ている。
隠されたダンジョン
水晶谷・パルミル遺跡・エル=カシア・ターヘル・エクリ・ムムターズのダンジョンから特別な方法で入場ができるダンジョン。「裏」と称される。（逆に一般向けの従来ダンジョンは「表」とも称される。）
通常のダンジョン内に生息する「キーモンスター」を倒すとワープゾーンが発生し、そこから入場が可能。ただしワープゾーンは10分間のみ解放され経過すると消滅。消滅後はダンジョン内にランダムで「キーモンスター」が再出現する。
生息するモンスターの強さは一線を画し、凶悪でありステータスも高い。ある程度狩り知識や熟知が必要。
その他のダンジョン
エスポーエ
ラクシ東のテンプラーヘッドクォーターに入場ワープ口がある。
通称新魔女クエストと称される一連のクエストで利用されるダンジョン。入場には関連のクエスト進行が必要不可欠であり通常の方法では入場できない。主に138～のレベルキャラクターを対象としたダンジョン。
マスターダンジョン
ホライズン西の死霊の祭壇にいるNPCより入場可能。
3次職であるマスタークラスへ転職の試練として利用する専用ダンジョン。マスター転職関連クエストが「魔女関連のすべてのクエストをクリア」「レベル148以降」「2次職JLV50」が発生条件となっている為、それに準じたレベルキャラクターを対象としている。エスポーエと同じく課金アイテムの羽を使えばレベル問わず入場可能だがそれ以外では入場すらできない。
ヴォルカヌス
各地に存在するソロ向けインスタンスダンジョン。中身は全て同一でレベル毎に設定されている。
入場に必要となる専用のアイテム（モンスターからドロップされる）を持って、ワールド内に複数ある入場ゲートから入場する。1階～4階（4階にはボスのみが生息する）の階層となっており、各階を殲滅することで次の階に移動することができる。
ベアロード
メニューアイコンよりベアロードを選択するとロビーに入場することができる。
1日に入場できる回数が決められており、入場後ロビーでパーティ（部屋）作成後モンスターを討伐し、得られる点数を競う。キャラクターのレベル帯に応じて違うチャンネルにテレポートさせられるため、だいたい同一レベル帯のキャラクター同士のパーティを組み、同一レベル帯のモンスターを倒すことになる。
制限時間内に所定のポイントを達成するとクリアとなりホリックポイントが与えられる。そのポイントを消費することで景品と引き換えることができる。さらにミッションをクリアした場合は「成功の箱」、失敗した場合は「失敗の箱」（いずれもポイント）が追加で付与される。
キューブリックダンジョン
Epic7-4にて実装。カイネン湖の北にワープがあるインスタンスダンジョン。
キューブ系のモンスターが生息し、各小部屋をワープで繋ぎ、各個殲滅しながら進んで東西の中ボスと、中央の大ボスへと続くPT向けのダンジョンであり、ダメージが甚大なので並みの装備ではクリアしづらい。マスター職専用の装備やソウルストーン等が手に入る。 レベルは155～推奨。 現在ではこちらが主流。

## プレイヤーキャラクター
プレイヤーキャラクターはプレイヤーが操るキャラクターで、3種類の種族の中から1つを選び、それぞれ性別ごとに用意された髪型、髪や肌の色、顔つきなどを特定のパターンから組合せることでアバターを作成する。作成したキャラクターはプレイヤーの操るプレイヤーキャラクターとなる。名前は任意でつけることができるが、サーバー内で既に存在する名前は使用することができない。
各種族に共通の基本スキルを習得し、レベル10、ジョブレベル10を達成すれば1次転職によって戦士、術者、召喚師のいずれかを選択することができ、その職業に特化したスキルを覚えることができる。さらに本体のレベルと1次職のジョブレベルを上げると2次職へ転職することができ、よりその職業へ特化したスキルを憶えることができる。2次職は2007年6月26日に実装された。 3次職となるマスター職は2011年10月18日に実装された。

### 種族

#### デーヴァ
神々しい神の子息 - 神が使わした光の使徒。
基本職
ガイド：少量のHPを回復するスキル・命中率を向上させるスキルをもつ。
戦士職
- 1次職

ファイター：戦士職中もっとも防御に優れる。
- 2次職

ナイト：盾を使ったスキルやスタンスキルが豊富で、壁役として活躍する。
ウォリアー：高い攻撃力をもちモンスターの能力を削ぐスキルが豊富。壁役としても活躍する。
- 3次職

クルセイダー：ナイトからの3次職。 一番高い体力をもつ他、移動速度が上昇。盾所持時の攻撃力が大幅に向上している。
ヒーロー：ウォリアーからの3次職。 命中やクリティカル等のステータスが上昇、高い体力とヘイト付与をもつ結束等壁向きの性能が向上している。
術師職
- 1次職

クレリック：回復・支援に特化した術師職。
- 2次職

メイジ：回復魔法だけでなく、攻撃魔法にも優れる。
プリースト：回復魔法に特化し、パーティー全員のHPを回復させるスキルを持つ。
- 3次職

アークメイジ：メイジからの3次職。 攻撃魔法が強化され、ブレス系のバフ性能が向上している。
ビショップ：プリーストからの3次職。 回復魔法の性能が強化され、シャイニング系・マスブレス系の性能が向上している。
召喚術師職
- 1次職

テイマー：クリーチャーの回復スキルを持ち、クリーチャーの能力を引き出すことができるスキルを持つ。
- 2次職

ブリーダー：ペットを2体同時に召喚することができるようになり、クリーチャーの能力・性能が強化される。
- 3次職

マエストロ：ブリーダーからの3次職。さらにクリーチャーの能力・性能が強化される他、永久に同時召喚が可能になるスキルをもつ。またクリーチャーへの回復スキルも強化されている。

#### アシュラ
闇の神の使徒 - 光とは相反する闇よりの使徒。
基本職
ステッパー：攻撃速度・詠唱速度を上昇させるスキルや回避能力を上昇させるスキルを持つ。
戦士職
- 1次職

ストライダー：攻撃速度・回避に特化した戦士職。
- 2次職

アサシン：潜伏を上手く使うことで多様な活躍ができる。
レンジャー：弓を使った遠隔攻撃に優れる。長弓に比べ攻撃力に劣るが攻撃速度に優れる石弓の攻撃力を伸ばすスキルを持つ。
- 3次職

ダークストーカー：アサシンからの3次職。アサシンのスキル性能がより強化。ハイド性能が向上。
シャドースナイパー：レンジャーからの3次職。レンジャーがさらにスキル性能向上。命中性能が高い。
術師職
- 1次職

マジシャン：攻撃魔法に特化した魔法職。
- 2次職

ソーサラー：さらに高度な攻撃魔法を使用できる。クールタイムの短縮スキル・バフ性能強化。
ダークマジシャン：死体を利用した魔法、モンスターの能力を削ぐ魔法に優れる。
- 3次職

ウィザード：ソーサラーからの3次職。火力が向上し、クールタイムの短縮・バフ性能強化。
ソウルリーパー：ダークマジシャンからの3次職。デバフ性能がさらに強化。またパーティの知力を向上させるスキルももつ。
召喚術師職
- 1次職

サマナー：クリーチャーの戦闘能力を最大限に引き出す召喚師。
- 2次職

バトルサマナー：ペットに対するパーティートグル型のバフを持つため、パーティー全体のペットの能力を引き上げることができるようになる。
- 3次職

ギルガメッシュ：バトルサマナーからの3次職。 ナイトメア性能が他の職より持続効果が高い。クリーチャーの能力・性能が強化される他、永久に同時召喚が可能になるスキルをもつ。

#### ガイア
強靭な力と自然を操る種族 - 遥か昔より地上に存在する種族。
基本職
放浪者：本人および他者へクリティカル率・クリティカル力を上げるスキルを持つ。
戦士職
- 1次職

闘士：最も瞬発力のある戦士職で素の防御力は高め。高い火力を生かし壁職としても活躍する。
- 2次職

重戦士：気孔を利用したスキルが豊富。破壊力の高いスキルをもつ。
狩人：罠を利用したスキルや、遠隔攻撃が得意。高い攻撃力をもつ。
- 3次職

剛戦士：重戦士からの3次職。気孔系性能が強化。高い火力の他、高い体力とヘイト付与をもち壁向きの性能が向上している。またデバフに対する抵抗性能が高くなっている。
弓主：狩人からの3次職。範囲スキルや攻撃力・命中がさらに向上。パーティメンバーに対して集中・命中を上げる効果やクリティカル率を向上させるバフももつ。
術師職
- 1次職

呪術師：回復・攻撃・支援全てを使いこなす術師。
- 2次職

魔導師：支援系やデバフやホールドスキルが豊富。
魔闘士：両手斧を使用し、接近戦に優れた呪術師。
- 3次職

賢者：魔導師からの3次職。デバフ性能が向上。また回復スキルの性能も高い。バフスキルが追加され総じてバフ性能も向上している。
幻闘士：魔闘士からの3次職。攻撃性能が向上しており。バフスキルが追加され総じてバフ性能も向上している。
召喚術師職
- 1次職

野獣士：もっとも自己火力に優れた召喚師職。
- 2次職

魔獣士：マスタリー性能が向上し、トータル火力では全召喚職で一番高い。クリーチャーと融合して大幅ステータスアップ可能なスキルも存在する。
- 3次職

獣王：魔獣士からの3次職。マスタリー性能が向上する他、融合系のスキルが向上。また永久に同時召喚をすることもできる。幸運ステータスを向上させるバフももつ。

## ペットとクリーチャー
クリーチャーとは、一部のモンスターを捕獲（テイミング）することでプレイヤーの支配下に置き、育てることが可能なモンスターキャラクターのことである。またこれとは別にキャラクター騎乗用のレンタル用クリーチャーがいる(後述)。

2013年1月現在、クリーチャーは大きく次のように分類される。
・Basic －NPCを通じて購入することができるクリーチャー。通称：店売り
※以下、モンスター空のドロップや女神寄付景品・ポテトマイレージポイント・ベアロード景品での獲得、露店や競売・キャラクター間取引・バトルアリーナ（BA）でのみ取得する機会を得ることができる。
・Common －Basicよりも基本性能が高く、多くのプレイヤーが持つクリーチャー
・Uncommon －Commonよりもさらに基本性能に優れたクリーチャー
・Rare －Uncommonよりもさらに基本性能に優れたクリーチャー
・Extra －Rareよりもさらに基本性能に優れたクリーチャー
・Unique －Extraよりもさらに基本性能に優れたクリーチャー
クリーチャーを捕獲するには、捕獲しようとするモンスターに適合した空のクリーチャーカードを保有していなければならない。クリーチャーカードはBasicから順にドロップ率・捕獲率が低くなる。捕獲は種類さえ適合すればどのモンスターに対しても可能である。

### クリーチャーの一覧
Basic（店売り）
- パンテラ：ネコ型のクリーチャー。 物理攻撃に特化している。
- ポールトリ：鳥型のクリーチャー。 命中精度に特化している。
- トルタス：カメ型のクリーチャー。 物理防御に特化している。

Common
- セイレーン：女性人型クリーチャー。 敵対象を弱体化させるデバフを得意とする。
- レッドピクシー：赤い光に包まれた小さな妖精。 優れた魔法攻撃に特化している。
- ブルーピクシー：青い光で包まれた小さな妖精。 優れた回復魔法に特化している。
- スケルトン：骨型クリーチャー。 攻撃速度に特化している。
- オーク：緑色の外見をした人型クリーチャー。 バランスの良い攻撃と防御に特化している。
- イエティ：雪男の外見をしたクリーチャー。 優れた物理防御に特化している。
- ウルフ：狼のような外見をしたクリーチャー。 優れた回避性能に特化している。
- オクトパス：タコの外見をしたクリーチャー。 魔法と物理を使い分け、MP維持に優れている。
- ライディアン：乗り物にもできる攻撃型クリーチャー。外見は乗り物のライディアンに近い。

Uncommon
- サラマンダー：炎を纏った赤い龍型クリーチャー。 優れた物理攻撃と魔法攻撃をもつ。
- ホークマン：翼とくちばしを持つ人型クリーチャー。 バランスの良い優れた物理攻撃と物理防御防御をもつ。
- ウインドソング：弓を持つ翼と纏った女性人型クリーチャー。 優れた遠距離攻撃と攻撃速度をもつ。

Rare
- エンジェル：天使のような外見をしているクリーチャー。 優秀な回復性能そして優れた物理防御もつ。
- ケンタウロス：下半身が馬、上半身が人間の男性の姿をしている。 優秀な物理攻撃とバランスの良い防御力を持つ。
- アイムス：盾をもつ人犬型戦士。 バランスの良い優れた物理攻撃と盾を生かした優秀な防御性能を持つ。
- タファリ：下半身が蛇の人型クリーチャー。 優秀な魔力と魔法攻撃を持つ。
- ジョーカー：女性の道化師の姿をしている。 他のクリーチャー合成の際、共に合成することで合成確率を高める効果がある。

Extra
- ケルベロス：三つ首の犬のような外見をしている。 強力無比な物理攻撃に特化している。
- ジーニー：魔人系クリーチャー。 優秀な物理攻撃力の他、防御性能や体力に優れている。
- ミスティックジーニー：魔人系クリーチャー。 優秀な魔法攻撃と回復性能に優れている。
- キューブ：ロボット型クリーチャー。 優秀な回復スキルと固い防御力に優れている。スキルが特殊。

Unique
- ホワイトドラゴン：伝説の龍。最高性能のクリーチャー。 他のクリーチャーを上回る基本性能、そして魔法攻撃力と物理防御力に優れる。
- カーバンクル：一見コアラのような外見をしている。ベアロードポイント交換アイテム。クリティカル性能に特化している。
- デスタイラント：アンデット族に君臨する死の暴君。 強力な物理攻撃で他を圧倒する、最高性能のクリーチャー。
- ミノタウロス：バトルアリーナ交換ポイント対象（空カード）
- スローター：バトルアリーナ交換ポイント対象（空カード）
- バフォメット：バトルアリーナ交換ポイント対象（空カード）
- ウンディーネ：バトルアリーナ交換ポイント対象（空カード）
- ピック：バトルアリーナ交換ポイント対象（空カード）

### クリーチャーの成長
クリーチャーを画面上に呼び出した状態でプレイヤーがモンスターを倒すと、クリーチャーは経験値を得ることができる。経験値が一定量に達すると自動的にレベルが上がり、レベルが上がるとクリーチャーはジョブポイント（JP）を1ずつ得る。それを消費することでスキルを習得し、使用できるようになる。
クリーチャーはレベルが50に達すると基本形から成長形、レベルが100に達すると成長形から進化形へと2段階に進化させることができる。またそれぞれのレベルに達した後も進化させずに、基本形はレベル60まで、成長形はレベル115までレベルアップさせることができる。これをオーバーブリードと呼び、それぞれの形態における最大レベルまで達した状態をマックスブリードと呼ぶ。オーバーブリードしている間はレベルが上がるごとにJPがさらに+1ずつ加算され、オーバーブリードパッシブスキルを取得できるようになる。また一度進化させたクリーチャーを退化させてオーバーブリードをやり直すことはできないため、なるべくオーバーブリードさせることが推奨される。またオーバーブリードされたクリーチャーは種族名の前に+1、+2といった表記がされる。クリーチャーの進化は各都市のNPCに話しかけることで実現できる。

### クリーチャーの強化
Epic7-1より実装。強化段階が同じクリーチャー2枚とNPCで販売しているアイテム1個を強化ウィンドウで合成すると一定確率で成功し、強化クリーチャーとなる。 表記は編成等で確認でき 強化段階1、2、3・・と5段階まで可能。例えると未強化段階のクリーチャーを掛け合わせた場合は強化1へと強化される。成功率は段階を進むと失敗しやすい為簡単にはできないようになっている。 強化されると装備欄（アクセサリ）が追加されるほか、強化3、5では性能を向上させるアーティファクトを装備できるようになる。またステータス性能も段階が上がっていくほどに向上・強化クリーチャー専用パッシブスキルやアクティブスキルも使えるようになり、結束スキルも段階ごとにさらに伸ばすことも可能になる。外見も変化する。
強化に失敗すると、強化ウィンドウのサブスロットにセットしたカードが消滅するがメインスロットにセットしたクリーチャーは消滅しない。 成功率はメインとサブにセットしたクリーチャーのレベルによっても変化し、高いレベルで強化すると成功しやすい。 また、失敗時にまれにRare系クリーチャー「ジョーカー」を入手できることがあり、ジョーカーのレベルを向上させて（正確にはスキルレベルを取得）からクリーチャーの強化の際にジョーカーもサブスロットに入れて合成させると成功しやすくなる。

### 騎乗用クリーチャー
騎乗用クリーチャーはプレイヤーキャラクターが移動する際に騎乗するためのクリーチャーで、職やスキルに関わらずレンタルすることができる。これらに騎乗することでプレイヤーキャラクターは高速な移動が行えるが、騎乗したままではスキルの使用、モンスターへの攻撃などができない。騎乗中にモンスターの攻撃を受けると落下させられてしまうことがあり、落下すると5秒間身動きが取れなくなる。またダンジョン内では使用できない。（例外あり）
戦闘クリーチャーのライディアン・ダークホーン・ユニコーン・ホワイトドラゴンは一定レベルになると騎乗することができる。
下級ライディアン
- オルニト：シクルト以外の都市でレンタル可能な騎乗用クリーチャー。色は青。
- 夕日のオルヒト：シクルトでのみレンタル可能。色は赤っぽい。海岸のオルニトよりもレンタルできる時間が長い。

中級ライディアン
- 砂漠のライディアン：シクルトでのみレンタル可能。色は茶色。

課金アイテムで色違いのライディアンがいる。こちらは赤と青があり、移動速度もより高速となる。
上級ライディアン
- キリン：シクルトでのみレンタル可能。LV120以上のキャラクターのみが騎乗可能で、騎乗中にモンスターから攻撃を受けたとき、下級・中級ライディアンよりも落下させられる確率が低くなっている。
- 白虎：シクルトでのみレンタル可能で、マスター職のキャラクターのみが騎乗可能で、騎乗中にモンスターから攻撃を受けたとき、下級・中級ライディアンよりも落下させられる確率が低くなっている。

### ペット
アイテム自動収集機能が付いたペット。 課金にて30日レンタルの物が購入できる他、ランダムボックス（ガチャ）にて
入手できるチケット等で永久品を得ることができる。 初回は無料で名前を付けたり2回目以降変更もできる。

## モンスター
モンスターはフィールド上とダンジョン内部を徘徊している。倒すと画面上から一旦消滅するが、一定時間経過すると再び登場する。そのためフィールド上のモンスターの数はある程度一定数に保たれている。MOB(MovingOBject)と略される。
モンスターは複数のプレイヤーに攻撃を受けた場合、ヘイトと呼ばれる数値がもっとも高いキャラクターに対して反撃を行う。
モンスターのレベル
フィールド及びダンジョンを徘徊するモンスターはそれぞれレベルを有しており、プレイヤーキャラクターのレベルと比較してモンスターのレベルのほうがはるかに上であればモンスターの名前は赤文字で表示される。以下モンスターとのレベル差が小さくなるとオレンジ→黄色→白と変化し、逆にモンスターのレベルのほうが低くなるとその差が広がるにつれ水色→青→紫と変化する。
モンスターのレベルが、モンスターのレベルがプレイヤーキャラクターのレベルよりも5以上離れるとドロップ率が低下する。またプレイヤーキャラクターよりもレベルの低いモンスターを倒しても獲得できる経験値はレベル差に応じて減少する。
モンスター名の等級
モンスターの名称の横にある等級マークに応じて強さが異なる
- 背景色

緑色：雑魚モンスター
オレンジ色：中ボスモンスター
赤色：大ボスモンスター
- 星の数

1個：フィールド系モンスターもしくは同等の強さ。
2個：チャンピオン系モンスターもしくは同等の強さ。
3個：ダンジョン系モンスターもしくは同等の強さ。
4個：主に裏ダンジョン系モンスターもしくは同等の強さ。
※ゲームバランスの調整などにより、すべてのモンスターが上記のくくりで設定されているとは限らない。

## アイテム
アイテムには装備品、消耗品、クエスト品、カード類、イベント品などがある。
通貨
ラペルズ内の通貨はルピで統一されており、モンスターを倒したりモンスターが落としたアイテムやラクを換金することで得ることができる。
装備品
装備品とはプレイヤーキャラクターやクリーチャーに装備させることで効果を得るアイテムで、武器や防具、アクセサリー、装飾品などがあり、武器や防具を装備するとプレイヤーキャラクターの外見が変化する。武器や防具の一部はキャラクターの種族や職業によって装備できるキャラクターが指定されており、条件の合わない装備は装備することができない。またキャラクターのレベルによって装備できる武器や防具に制限があり、その制限をランクと呼ぶ。
- 1ランクの装備は全てのレベルのキャラクターが装備できる。
- 2ランクの装備はレベル20以上のキャラクターが装備できる。
- 3ランクの装備はレベル50以上のキャラクターが装備できる。
- 4ランクの装備はレベル80以上のキャラクターが装備できる。
- 5ランクの装備はレベル100以上のキャラクターが装備できる。
- 6ランクの装備はレベル120以上のキャラクターが装備できる。
- 7ランクの装備はレベル150以上のキャラクターが装備できる。

消耗品
消耗品とは回復用ポーション、強化用ポーション、HP・MP回復のアイテム、その他の呪文書などのことでありNPCからの購入、モンスターからのドロップ、及び露店での購入によって手に入れることができ、使うとなくなってしまう。消耗品にはクールタイムというものが設定されており、連続して使用できないようになっている。クールタイムが終了すれば、再び使用できるようになる。品物によっては制限時間が設けられており、制限時間を超過すると未使用であっても消滅する。
クエスト品
クエスト品とは「○○を集めて来い」といった内容のクエストを引き受けたときのみモンスターがドロップしたりフィールド上で採集できるアイテムで、該当クエストを保有していない場合そのアイテムを拾うことはできない。また他人に譲渡したり、捨てることができず、プレイヤーキャラクターが使用することもできない。
カード類
カードにはスキルカードとクリーチャーカード、ユニットカードがある。クリーチャーカードの一部とユニットカードは雑貨屋から購入することができ、その他のカードは全てモンスターからのドロップ、あるいは露店から購入することで入手できる。各カードは「○○○c」と略される。○○の部分には、スキルカードであればスキル名、クリーチャーカードであればクリーチャー名（あるいはその省略形）が入る。
キューブ
キューブとはアイテムの強化を行う際必要になるアイテムで、モンスターからのドロップ及び露店でのみ手に入れることができる。キューブ－スキルはスキルカードの合成を行う際に必要で、キューブ－ディフェンスは防具の強化、キューブ－ストライクは武器の強化を行う際に必要となる。しばしば「Q」と略される。
本来であればキューブ（cube）の省略は「C」となるはずであるが、「C」と略した場合カード（card）を意味するため、語感で「Q」になったものと思われる。またキューブ－ディフェンスは「QD」と略されるが、「ストライク」と「スキル」はどちらも頭文字が「S」であるため、一般的には「QS」と略すとキューブ－スキルを表し、キューブ－ストライクは「Q-st」と表記するか、ランクも合わせて表記する（3RQSなど）。
霊魂石（ソウルストーン）
霊魂石とは装備品のスロットに装填することによりプレイヤーステータスを上昇させる効果のあるソウルストーンのことである。モンスターからのドロップ・取引や精製で手に入れることができる。ノーマルタイプとレアタイプ、エピックタイプ、ユニークタイプの4種類があり、また形状によって効果を得られる制限レベルが設定されている。使用中は霊魂力が消耗してゆき、霊魂力が0になると霊魂石の効力はなくなる。霊魂力はラクを使って充填することができる。
ユニークストーンはマスター職専用となっているが、課金で手に入るユニークストーンはレベル制限や職制限がない。
エフェクト
武器に追加で攻撃力付与する事ができるアイテムで期間制・永久の2種類が存在する。
エフェクト装着後に雑貨店や課金アイテムで販売されている「マテリア」を装着する事で装着ごとに規定数値内でランダムに攻撃力が付与される。（マテリアは使い捨てだが何回でも重ねて装着できる） マテリアは種類によって付与攻撃力・魔力・付与される数値の幅が異なる。 エフェクトが期間制の場合、期間を過ぎると装着したマテリア含めてエフェクトが消滅してしまう。
エフェクトを装着すると武器にエフェクトが付き外見からも判別ができる。

### アイテムの強化
アクセサリーを除く装備品は合成と鍛錬、霊魂石の装填を行うことができる。またスキルカードを強化（合成）することもできる。
アイテムの合成
武器・防具やスキルカードはモンスターがドロップするキューブと合成することで性能を向上させることができる。武器を強化させるためにはキューブ－ストライクが必要となり、防具を強化させるためにはキューブ－ディフェンスが、スキルカードを強化させるためにはキューブ－スキルが必要となる。
キューブ－ストライクとキューブ－ディフェンスには使用できる装備のランクに合わせたランクのものを使用する必要がある。すなわち2ランクの装備には2ランクのキューブのみが使用できる。強化するには合成ウインドウを開き、強化したいアイテムと、そのアイテムと同じランクのキューブを合成させる。
強化されたアイテムには+1、+2といった表記がなされる。武器や防具の強化は+4までは必ず成功するが、+5以上は一定の割合で失敗する。強化に失敗したアイテムは壊れてしまい、そのままでは使用することはできないがNPCに売却することができる。壊れたアイテムは別のアイテムを用いて、その壊れたアイテムからキューブを取り出すか、あるいは課金アイテムを用いて修復することができる。キューブを取り出した場合壊れたアイテムは消滅する。再生の粉を用いて修復した場合は、壊れる直前の強化レベルの半分の数値のアイテムとなって復活する（少数以下は切り捨てられる）。また壊れた装備に装填されていた霊魂石は消滅する。
別の課金アイテムを装備品とキューブと同時に合成ウインドウに入れて合成することでアイテムが壊れることを回避することができるが、この場合も一定の割合で強化に失敗することがあり、また合成に成功した場合でもその課金アイテムは消滅する。この使用した場合、強化に失敗しても装填されていた霊魂石は消滅しない。
なお+5以上の武器は、オプションで武器の強化エフェクトを表示させておけば、強化レベルに応じてオーラのようなものが表示される。また武器と防具は最大+20まで強化することができる。
スキルカードの強化は、全く同じ2枚のスキルカードとキューブ－スキルを合成することで1ランク上のスキルカードを得られる。スキルカードは+10までの強化が可能で、+5のカードを作成するためには+4のカードが2枚とキューブ－スキルが必要となる。すなわち+5のカードを作成するためには、最低でも同一カード（+1）が15枚と、キューブ－スキルが15個必要となる。なおスキルカードは+1同士の合成であっても失敗することがあり、この場合カードもキューブも全て失われる。
キューブの欠片
モンスター狩りで入手することができる欠片と練磨された鋼鉄を用いて一定確率でキューブを合成することができる。
ランクや種別（通常のキューブ・カーバンクル・祝福されたカーバンクル、QSやQD）ごとに合成に必要な数が異なる。また成功確率も存在して概ね高いとは言い切れない。普通の欠片では通常のキューブを作成が可能だがカーバンクルの欠片・祝福されたカーバンクルの欠片を使って合成するとそれぞれカーバンクルのキューブ・祝福されたカーバンクルのキューブを一定確率で作成できる。
カーバンクルのキューブ
- カーバンクル（～のキューブストライク、～のキューブディフェンス）のキューブを作成しそれを用いて装備の強化を用いると一定確率で+1～+3まで一度に強化できる（ランダム）。 その代り祝福の粉などの保護アイテムが使えないが、失敗後の装備を新生の粉や再生の粉等を使って修復することができる。強化時の元の強化段階が高ければより失敗率が高い。
- 祝福されたカーバンクル（～のキューブストライク、～のキューブディフェンス）のキューブを作成しそれを用いて装備の強化を用いると一定確率で+1～+5まで一度に強化できる（ランダム）。 その代り祝福の粉などの保護アイテムが使えないが、失敗後の装備を新生の粉や再生の粉等を使って修復することができる。強化時の元の強化段階が高ければより失敗率が高い。

装備の鍛冶
装備品はNPCに話しかけることで鍛錬することができる。鍛錬できるのは現在装備しているアイテムのみで、1ランクの装備はレベル5まで、2ランク以上の装備はレベル10まで鍛錬することができる。ただし装備品には推奨レベルというものがあり、そのレベルに達していないキャラクターが推奨レベル以上に鍛錬した場合、鍛錬による強化効果のうち一部が付与される。
霊魂石の装填
マント・マスク・ベルト以外の装備品には霊魂石（ソウルストーン）を装填するスロットが通常2個ある。両手で使用する武器についてはスロットが4つある。ここへ霊魂石を装填することで、キャラクターのステータスを上昇させることができる。ただしその装備品を使用していると霊魂力が減ってゆき、霊魂力が0%となるとそのステータス上昇効果はなくなる。霊魂力はラクを使って充填できる他、新しい霊魂石を上書きすることで霊魂力はある程度回復する（全て上書きする必要はない）。
スロットが2つの装備は同じステータスを上昇させる霊魂石を装填することはできないが、スロットが4つある両手武器であれば2つまで装填することができる。その際2回に分けて装填する必要がある。
霊魂石にも形状により効果を得られる制限レベルが設定されており、そのレベルに達しないキャラクターが該当霊魂石の装填されているアイテムを装備していても効果を得られない。また一度装填された霊魂石を取り外すことはできないが、違う石を上書きすることはできる。
クリーチャーが装備できるユニットカードに封印されている武具に装填されているソウルストーンも、クリーチャーの能力値に影響する。この場合もレベルによる制限が存在する。
装飾品
武器や防具・マントやショルダーが存在。装備品とは別に装着することができる。主にステータス付与効果。装飾品は外見も変わる。
主に課金アイテムで提供されてはいるが、ゲーム内でもベアロード・バトルアリーナ等でも一部入手可能。

### ラク
モンスターを倒すとルピ、アイテムの他にラクと呼ばれるものが出現することがある。プレイヤーがネックレスを装備しているとそのネックレスに合成されているカオスストーンにラクが自動的に貯蔵されてゆく（ステータス上は、画面にラクが出現したと同時に加算されている）。
各都市に存在するラクトレーダーに話しかけることで、ラクとブーストチップと交換したり、ルピに両替したりすることができる。また他にもストーン細工師というNPCに話しかけることで、武器や防具に装填された強化石（ソウルストーン）の霊魂力を補充することにも使うことができる。
カオスストーン
ネックレス全てに合成されている石で、ここにラクが溜まってゆく。雑貨屋で販売されているアイテムを使用する（アイテムとネックレスを合成させる）ことでネックレスからカオスストーンを取り出すことができ、課金アイテムと合成することでカオスストーンのレベルを上げることができる。レベルを1あげるごとに貯蔵できるラクの上限数が500ずつ増加する。最後に強化したカオスストーンをネックレスと合成することで強化が完了する。また取り出したカオスストーンを、同じくカオスストーンを取り出した別のネックレスと合成することもできる。カオスストーンをレベル10にすることでさらにアップグレードができる課金アイテムを使用可能（最大50000ラクまで可能）

### ルナチップ
スキル：ルナチップはモンスターにぶつけて使用することにより効果を得ることのできるスキルで、これを使用するとモンスターに与えるダメージを100%増加させることができる（つまりダメージ量が2倍になる）。使用するにはNPCのラクトレーダーからのラク交換や購入、クエで獲得してそれを消費して使用する。
ルナチップのスキル効果はスキルカードの効果で持続時間を向上することができる。また使用するレベルによって1回ごとの消費量が異なっており、対象のレベルも決まっている。
- レベル1 - レベル20以上のモンスターに使用すると失敗することがある。
- レベル2 - レベル50以上のモンスターに使用すると失敗することがある。
- レベル3 - レベル80以上のモンスターに使用すると失敗することがある。
- レベル4 - レベル100以上のモンスターに使用すると失敗することがある。
- レベル5 - レベル120以上のモンスターに使用すると失敗することがある。
- レベル6 - レベル150以上のモンスターに使用すると失敗することがある。
- レベル7 - レベル180以上のモンスターに使用すると失敗することがある。
- レベル8 - レベル180以上のモンスターに使用する。

## ゲームシステム
その他のシステムについて説明する。

### スタミナ
スタミナとはキャラクターステータスの一つであり、スタミナがある程度以上のあればモンスターを倒したときの経験値が通常の2倍得られる（スタミナがなくなると得られる経験値が半減する）。なおスタミナがなくなっても得られる経験値にボーナスが付与されないだけであり、キャラクターの行動などに一切ペナルティはない。なおクリーチャーにスタミナという概念はない。
スタミナはモンスターを倒すことでのみ消費され、ログインしていれば時間の経過と共に少しずつ回復する。フィールドよりも都市にいるほうが回復量は多くなる。スタミナの消費量は、モンスターを倒したことによって得られた経験値の量によって増減し、プレイヤーよりもはるかにレベルの低い敵を倒した場合はスタミナの消費がない。
スタミナの状態は画面上のプレイヤーステータスウインドウの、経験値の量を表すバーの色で表示される。通常白で表示されているが、スタミナが減ってくるとやや赤っぽくなり、スタミナがなくなると赤で表示される。

### 成長
キャラクターの成長
モンスターを倒したり、クエストをクリアすることでプレイヤーキャラクターは経験値とジョブポイント（JP)を得ることができる。基本経験値が一定の数値に達するとプレイヤーキャラクターは自動的にレベルが上がる。レベルがあがるごとに、次のレベルに達するまで必要な経験値の量は増加するため、基本的には高レベルなほどレベルは上がりにくくなる傾向にある。
ジョブポイントは、これを消費することでジョブレベルを上げたり、新しいスキルを取得したり、すでに取得しているスキルのレベルを上げることができる。どのスキルをどういう順番で取得するのか、またどういう順番で強化させていくのか、いつジョブレベルを上げていくのかは基本的にプレイヤーにゆだねられる。ただしジョブレベルが一定のレベルに達していないと取得できないスキル、強化できないスキルもあり、獲得したジョブレベルをどのように振り分けるのかでキャラクターの性格も変化する。ジョブポイントの消費はキャンセルできないが、課金アイテムを使用することでそれまで消費したジョブポイントをリセットし再度振り当てることができるようになる。
ただしジョブレベル（JLV）に費やしたジョブポイントはリセットされない。また2次職になっていた場合、1次職のジョブレベルをあげることはできない。
転職
基本職のプレイヤーキャラクターのジョブレベルが10以上になると1次職に転職できる。プレイヤーは戦士職、術師職、召喚術師職のいずれかを選択し、それぞれの種族に応じた職に転職できる。
また1次職のプレイヤーキャラクターがレベル50以上、ジョブレベル40以上になると1次職から2次職へと転職できるようになる。2次職で選択できる職業は1次職で選択したものを引き継ぐ必要があるため、戦士職から術師職、召喚術師職への転職はできないし、また逆も同様である。また1次職におけるジョブレベルは50まで上げることができるため、可能な限りジョブレベルを最大まで上げてから転職することが勧められる。そうすることで、同じ2次職に転職する際ジョブレベル40で転職したキャラクターとジョブレベル50で転職したキャラクターとでは基本ステータスの数値が異なるため、より高いステータスを持つキャラクターを作ることができる。
ただしその差が体感できるようになるのはレベル80を超えてからという意見が多く「誤差の範囲」と言い切る人もいる。

### スキル
スキルとはそれぞれの種族、職業によって得られる固有の能力のこと。モンスターを倒したりクエストをクリアすると、経験値とは別にジョブポイントが取得でき、JPを消費することでスキルを取得できる。またキャラクターのレベルとはまた別にジョブレベル (JLV) を上げることで、新しく取得できるスキルが増える。スキルには取得するだけで自動的に能力が増加されるパッシブスキルと、そのスキルを取得し、行使することで初めて効果が得られるアクティブスキルに分かれる。また基本職で取得できる基本スキル、1次職で取得できる1次スキル、2次職で取得できる2次スキルに分けられる。またクリーチャーもそれぞれ固有のスキルを持つ。
一部のスキルにはレベルがあり、レベルを上げると持続時間や効果が増大するが、消費するMPも増大するので必ずしもレベルを上げるほうがよいとは限らない。またスキルカードというアイテムを装備することで該当するスキルの効果を増大させたり、消費MPを減少させることができる。

### PKモード
PKとはプレイヤーキラー（Player Killer）のことで、プレイヤーは特定の操作をする（PKモードアイコンをクリックする、もしくはチャットバーにコマンドを入力する）とPKモードがオンとなり、他のプレイヤーキャラクターを攻撃できるようになる。PKモードにあるキャラクターは名前がオレンジで表示され、名前の横に髑髏マークが表示される。通常フィールド上ではプレイヤー同士の戦闘は不可能だが、PKモードにすることで一般プレイヤーへの攻撃が可能となる。なお一般プレイヤーはPKモードのキャラクター、名前表記が赤い文字であらわされているキャラクター（赤ネ：後述）への攻撃が可能。
- 同一パーティー、同一ギルドに所属するキャラクター同士ではPKモードを利用してPvP（プレイヤー同士の対戦）はできない。
- 都市内部ではPKモードに切り替えることができない。そのため、PKモードにした常態で戦闘不能になるなどし、都市へ帰還すると自動的にPKモードは解除される。

PKによって戦闘不能となったキャラクターは、経験値やルピ、アイテム等を失うことはない（反撃されてPKモードのキャラクターが戦闘不能になった場合もペナルティはない）。従ってPKを行うことによるメリットは全くない一方で、PKされたキャラクターは自力で復活することができないため、一度帰還を余儀なくされるというデメリットが生ずる。
またPKモードは通常はオフにされており、プレイヤーが任意にモードを切り替えない限りはPKモードにはならない。そのためプレイヤーの多くは通常フィールドにおいてPKする・されることを前提に行動していない。またプレイヤー同士が純粋に強さを競うのであれば闘技場で対戦すればよく、そういう意味からも、PKを行うのはよくないという意見がある。一方でPKモードはゲームの仕様として搭載されており、PKモードのキャラクターに攻撃された場合、そのキャラクターには反撃することができるようになっており、非難されるようなことではないという意見もある。また各都市にある女神の祭壇へ寄与することで、一定時間PKされなくなる「女神の祝福」を受けることもできることから、PKを否定する人間はこれを利用すればよいだけ、という意見もある（ただし女神の祝福を受けたキャラクターがPKモードにしたり、PKしてきたキャタクターに反撃すると女神の祝福は効果を失う）。
PKモードに切り替えて、他のプレイヤーを攻撃するとモラルポイントが失われ、移動速度などにペナルティを受ける。またPKモードのキャラクターが、自分よりも極端にレベルの低いキャラクターをPKした場合（初心者狩り）は虐殺数がカウントされる。しかしモラルポイントはモンスターを倒したり、女神の祭壇へ寄与することで比較的容易に回復できてしまうため、ペナルティが軽すぎるという批判もある。
赤ネーム（赤ネ）
赤ネームとはPKを行うことによりモラルポイントが低くなった状態のキャラクターを指す。この状態になるとモンスターを倒した際得られる経験値の量が通常の状態の1/10に減少するため、レベルを上げたくないためにわざと赤ネームにする者もいる。レベルを上げない目的として
1. 一定の狩場で狩りを続けたい場合
2. ジョブレベル・スキルレベルをキャラクターのレベルに対して高くしたい場合

(赤ネームになっても、モンスターを倒したときに獲得できるJPは通常の状態に比べ減少しない。）
が挙げられる。
MPK
（詳細はMPKを参照）
MPKとはモンスターを利用した間接的なPKのことをいう。RappelzにおけるMPKは、故意による場合を除けばダンジョン内で発生することが多い。
自発的にプレイヤーを攻撃してくるモンスター（アクティブ）は、プレイヤーが傍を通過すると追いかけてくる。このようなモンスターを引き連れた状態で、戦闘中の他プレイヤーキャラクターの傍を通過したりした場合、そのプレイヤーにモンスターのターゲットが移行する場合がある（ヘイトによるリンク）。そのため、なるべくその他プレイヤーの付近へ到達する前にログアウトをしたりして、ついてきたモンスターを追い払っておくことべきとされる。また別のプレイヤーの横を通過する場合、一言かけるのがマナーとされる。
- プレイヤーキャラクターがログアウトしたりして、モンスターがそれまで追いかけていたプレイヤーを見失なうと、そのモンスターはもといた場所に戻る性質がある。（例外あり）

### 闘技場
各都市の近くに設置されている闘技場内では、PKモードにせずともプレイヤー同士の対戦が行える。闘技場では全て一対一の対戦となり、同一ギルド内・パーティ内でも対戦することができる。闘技場での対戦は双方のキャラクターが闘技場内におり、片方のプレイヤーがもう一方のプレイヤーに対戦を申込み、相手が了承すれば行える。一方のキャラクターのHPがなくなるか、一方が闘技場から出てしまったら対戦は終了となる。またこの場合も死亡ペナルティはなく、対戦に勝利した側のモラルポイントも失われない。
- 闘技場内ではモンスターとの戦闘が不可能である。攻撃することもできないし、攻撃を受けることもない。

### 地図
画面右上には常に小さな地図が表示されており、プレイヤーの現在地点と向いている方向・視野が表示されている。この地図にカーソルを持っていくと一時的に広範囲の地図が表示される。またこの地図をクリックすると、再びクリックするまで広範囲の地図が表示される。
この小地図にはパーティーメンバーやNPCの位置も合わせて表示される。パーティーメンバーは緑色の点で、NPCはオレンジ色の点で表示されている。
またプレイ中Altキーを押しながらMキーを押すと、全ての地方を網羅した全体地図が表示される。この全体地図に表示されている「＋」（○の中に＋の記号）をクリックすると、現在地点を中心とした近隣地方を表示できる。

### クエスト
クエストとはNPCがプレイヤーに出す様々な依頼のことで、その依頼を引き受けることでクエストを得ることができる。クエストにはさまざまな条件があり、それをクリアし、依頼を引き受けた人物に報告することで報酬を得ることができる。ただし「○○に会いに行け」というクエストの場合は依頼人と報酬を受け渡す人物が別のこともある。クエストの内容としては特定のモンスターを一定数倒すもの、特定のアイテムを集めるものが多い。ほとんどのクエストはそれ単独で完結するが、いくつかのクエストが連続したストーリーを持つものもある。
またクエストは放棄することもでき、放棄したクエストは後で再び受けることができる。クエストを終了させるための期限は特に設定されない。クエストを保持できる数は20個までである。

### オートトラップ
ゲーム開始時に毎回「オートトラップを攻撃しないように」という趣旨の警告文が画面に表示される。オートトラップとはフィールド上に配置された石盤のような形状の物質で、これを攻撃すると「奈落へ落とされる」というペナルティを受ける。これはボット（BOT）と呼ばれる不正プログラム排除のために設置されており、5秒以上攻撃すると警告として移動速度などに10秒間のペナルティを受ける。30秒以上攻撃を続けた場合は不正プログラム使用者として扱われ、そのアカウントの持つキャラクター全てが「奈落」へ移動させられ、移動速度などにペナルティを受ける。
- 間違えて攻撃してしまった場合はESCキーを押せば攻撃は解除される。

なおBOTを使用しておらず、間違えてペナルティを受けてしまった場合は運営へ連絡することでペナルティを解除してもらえる。ただしあまり繰り返しペナルティを受けているとアカウント停止などの処置が取られることもある。
クリーチャーが攻撃してしまった場合はクリーチャーにペナルティが加えられる。この場合ゲーム内時間（ログイン時間）で24時間を経過するとペナルティは解除される。
環境モンスター
環境モンスターとはフィールド上を徘徊する生物のことである。ムーンラビット、タミアス、メガロケロス、ヤクなどがおり、これらはプレイヤーから攻撃ができず、またこれらの生物から攻撃をうけることもない。こちらもBOT対策として配置されている。

### 課金
ポテトと呼ばれる電子マネーを購入することにより、課金アイテムと呼ばれる通常ゲーム内では入手できないアイテムを購入することができ、より有利な条件でゲームを進めることができる。なお一部の課金アイテムはゲーム内で取引することができる。ポテトを購入するにはクレジットカードによる決済の他、コンビニによる決済、ビットキャッシュの購入、ネットバンクによる決済、また携帯による決済（Edy）がある。
また中央銀行にあたるものが存在しないため、ゲーム内通貨（ルピ）の総量は増加の一方にあり、ゲーム内のNPCによる販売が行われていないアイテムについては、インフレ傾向にある。

### 寄与システム
カタン・ラクシ・ホライズン・ロンドの各都市には1つずつ女神の祭壇が設けられている。ここに不要となったアイテムやルピを寄与する
ことでモラルポイントを受取ることができ、モラルポイントが1000ポイント・5000ポイント・10000ポイント・30000ポイントに応じて交換
アイテムとしてそれぞれ、「鉄」・「銅」・「銀」・「金」の箱を交換することができる。
ただし使用中の矢・ブーストチップや寄付不可のアイテムは寄与することができない。
各箱の中身は以下のものになる。（2012年段階）
鉄の箱
・+2 スキルカード全種類の中から一つ
・全ての等級のエピックソウルストーンの中から一つ
・寄与補償ルピ袋（1,000,000ルピ～2,000,000ルピの間でランダムに付与）
銅の箱
・エンジェル、ケンタウロス、セイレーン、レッドピクシー、ブルーピクシー、ホークマン、イエティ、サラマンダ、スケルトン、オーク、オクトパス、ライディアン、ウィンドソング、ダークホーン、ホワイトユニコーン、タファリ、アイムスカード（空）のいずれか1枚
・+3 スキルカード全種類の中から一つ
・全ての等級のエピックソウルストーンの中から一つ
・寄与補償ルピ袋（5,000,000ルピ～10,000,000ルピの間でランダムに付与）
銀の箱
ケルベロスカード、ジーニーカード、ミスティックジーニーカード、キューブカード（空）のいずれか1枚
・+4 スキルカード全種類の中から一つ
・全ての等級のエピックソウルストーンの中から一つ
・寄与補償ルピ袋（10,000,000ルピ～20,000,000ルピの間でランダムに付与）
金の箱
・ホワイトドラゴンカード（空）、デスタイラントカード（空）1枚
・+5 スキルカード全種類の中から一つ
・全ての等級のエピックソウルストーンの中から一つ
・寄与補償ルピ袋（30,000,000ルピ～60,000,000ルピの間でランダムに付与）
モラルポイントは毎月リセットされ無い為、継続的にポイントを貯蓄可能である。なお、所持ポイントはキャラクター情報にて確認可能である。
寄付ランキングシステム
毎月1日から月末までの間に累積したモラルポイントを元にランキングが集計され順位を基に装飾品としてアイテムが支給される。
集計後はリセットされ、ランキングは0からスタートである。（モラルポイントは保持される）
※使用期限は1ヶ月間
・1位 －ケルビムの翼：力、体力、素早さ、集中、知力、精神、移動速度10％増加
・2位 －セラフィムの翼：力、体力、素早さ、集中、知力、精神、移動速度5％増加
・3位 －エンジェルの翼：力、体力、素早さ、集中、知力、精神、移動速度3％増加
・4位～10位－キューピッドの翼：力、体力、素早さ、集中、知力、精神、移動速度1％増加

### 伏字
チャットバーで特定の文字（不適切な表現）を打ち込むと「Rappelz」と自動的に変換される。
例：パチンコ→パRappelz

### オークション（競売）システム
オークションとはユーザー同士で取引する方法の一つ。2008年1月22日のバージョンアップで実装された。各都市に設置されたオーション会場にいる3人のNPCに話しかけることで、出品・入札の両方に参加することができる。出品されているアイテムの内容は、各都市・各NPCで共通なのでどの都市のオークション会場にいるどのNPCに話しかけてもよい。
出品
- 出品できる品

オークションに出品できる品はクエスト品・イベント品・強化に失敗した装備品の残骸以外の取引可能な品に限られる。同じ品を複数出品する場合、通常取引で複数個同時に取り引きできるものは複数個まとめての価格設定となるため、個別に出品したい場合は1個ずつ数量を指定して出品する必要がある。
- 出品価格

その出品したい品をNPCに売却するときの値段が最低価格となり、それ以上の価額であれば任意で設定することができる。また上限価格を設定することで、その価額での入札があれば自動的に競売を終了させることもできる。
- 出品期間

ある品をオークションに出品できる期間は6-24時間で、短期（6時間）、中期（12時間）、長期（24時間）を任意に選択できる。
- 保証金

出品する際、出品する期間に応じて保証金を預け入れなければならない。短期（6時間）の場合は3%、中期（12時間）の場合は4%、長期（24時間）の場合は5%となる。保証金は出品を取り消しした場合以外は返却される。ただし入札があった場合出品の取消はできない。
以上を設定すれば出品することができ、自分が出品した品の状況は出品リストから参照できる。
入札・落札されなかった場合は出品した品と保証金が保存ボックスに保管され、落札された場合は落札金額から3%の手数料を引かれた金額が保存ボックスに保管される。
入札
自分が出品したもの以外であればどの品であっても入札することができる。ただし入札にはその商品の入札可能価格を実際にNPCに支払う必要があるため、所持金が足りなければ入札できない。入札最低価格は出品者の設定した最低価額となり、すでに入札がある場合は現在の価額に1%以上（小数点以下切捨て）を上乗せした金額を指定する必要がある。指定しなければ自動的に1%の金額を上乗せした価額で入札される。一度入札した場合さらに高い価額で入札されないかぎり取り消すことはできない。また出品されている品に上限価額が設定されている場合、その価額を指定することで即決させることができる。自分が入札した品の状況は入札リストから参照できる。
無事に落札できた場合はその商品が、落札できなかった場合やさらに高額で入札された場合は支払ったルピが保管リストに保存される。
- 保存ボックス

保存ボックスに保管された品・ルピは15日間保存されるが、それ以降は消滅し取り出すことができなくなる。

### パーティー
プレイヤーは誰でもパーティー(PT)を組むことができる。そのためにはリーダーがPTを作成し、メンバーとなるキャラクターを招待しなければならない。仲間が一人もいないソロPTを作ることもできる。また同時に二つ以上のPTに所属することはできないため、別のPTに加わるためには現在加入しているPTから脱退するか、PTを一度解散しなければならない。またPTメンバー同士でのみ会話できるPTチャットができる。PTチャットの会話は緑色で表示され、同じPTのメンバーにのみ距離に関わらず表示される。また画面上にPTメンバーが表示され、距離に関わらずHP,MPの状態が表示される。近距離にいるPTメンバーであれば、そのキャラクターにかけられているバフ、共に行動しているクリーチャーとHPやMP、バフの状態も表示することができる。
PTに所属するあるプレイヤーがモンスターを倒した場合、そのとき得られる経験値、ルピ、ラクはモンスターを倒したキャラクターから一定範囲内のPTメンバー全員で按分されるが、経験値はキャラクターのレベルによって若干修正される。同じPTに属するキャラクター同士のレベルが違いすぎると、本来得られるはずの経験値やドロップが得られなくなる場合があるため、同一PTにおいてはレベルの差は上下10までに限定して募集されることが多い。また一定の範囲内にいないPTメンバーには経験値やアイテム、ラクは配分されない。ドロップアイテムはPTマスターが分配方法を決定できる。
- 個人分配：アイテムを拾ったキャラクターのものになる。
- ランダム：アイテムを拾ったキャラクターから一定範囲内にいるPTメンバーにランダムで分配される。
- 順番配当：アイテムを拾ったキャラクターから一定範囲内にいるPTメンバーに分配を受ける機会が順番に与えられる。

### ギルド
レベル20以上でギルドに所属していないキャラクタープレイヤーは、NPCに話しかけ100,000ルピを支払うことでギルドを作成することができる。ギルドを作成したキャラクターはギルドマスターとなり、他のギルドに所属していないキャラクターをギルドに招待することができる。ギルドに所属するとキャラクターの名前の上に所属するギルドのアイコンとギルド名が表示され、また同一ギルドに所属するプレイヤー同士でギルドチャットができる。ギルドチャットは紫色で表示され、同じギルドに所属するメンバーにのみ距離に関係なく表示される。またギルドに所属しなければレイド・シージに参加できない。
ギルドを脱退した場合、以後1週間は別のギルドに入ったり、新規にギルドを立ち上げることができなくなる。またギルドがギルド連合から離脱した場合も、以降1週間の間は別のギルドと連合することができない。

### レイド
レイドとはダンジョンシージへの参加権をかけて争われるタイムアタックのことで、ダンジョンにいる2体の大ボスを倒す時間を競う。ギルドマスターがレイド開催期間中に各対象ダンジョンの入り口脇に設置されているダンジョンストーンにレイドを申請することで挑戦権を得ることができる。このときギルドマスターが、各ダンジョンに設定されている制限レベル-20のレベルに達していなければ、レイドの申請を行うことができない。
レイドはレイドを申し込んだギルドマスターがシージチームを作成し、その後ギルドマスターがダンジョンに入ると同時に開始され、シージチームのメンバーは同時にダンジョンへ召喚される。レイドは2体の大ボスを倒すまでのタイムを争うが、4時間を超えても終了しない場合や木曜日の24時（金曜日の0時）に達すると自動的にレイド失敗となり、各キャラクターの設定した帰還場所へ戻される。
レイドに使用されるダンジョン内のモンスターは移動速度が2倍に設定され、制御装置のある部屋には守護神というモンスターが配置される。レイド中にモンスターを倒してもルピやアイテムのドロップはなく、経験値とラクだけが加算される。ただし2体目のボスを倒したときのみアイテムがドロップすることがある。
- クエストのアイテム品はドロップする。

レイドに成功した場合、レイドスタートからレイド対象となる大ボスを倒すまでのタイムが記録され、ダンジョンストーンには同じ週で最もよいタイムが記録される。その週にそのダンジョンで最もよいタイムを出したギルドが、ダンジョンシージへの参加権を得ることができる。
- 同タイムの場合は先にそのタイムを出したチームが上位となる。

レイド中は死亡によるペナルティがなく、死亡時に表示されるウインドウの「帰還する」を選択すると、レイドのスタート地点へ移動させられる。また回線が切断された場合もスタート地点へ戻されるが、サーバー自体が落ちた場合はレイドそのものが行われなかったことになる。この場合同じ日に再挑戦することができる。
レイド中は移動系のアイテム（羽、シクルト帰還券、帰還の書）の使用が制限される。ただしレイド中のメンバーに対して外部から羽によって呼び出すことは可能で、レイド中もダンジョンの外に出ることは可能。
開催期間
毎週月曜日の0時から木曜日の24時に申し込むことができる。また一日に一度を限度にいつでも何度でも行える。ただし日をまたいで終了した場合、レイドが終了した日にレイドを開始することはできない。
シージチーム
レイドに参加するにあたって編成する必要があるパーティーのことで、レイドを申請したギルドのメンバー及び連合ギルドメンバーで構成される。シージチームはレイドに成功、あるいは失敗すると自動的に解散される。レイドタイムアタックに挑戦する場合のシージチームに参加できる人数は、各ダンジョンに設定された入場制限人数の1/4となる。
制限人数はダンジョンシージにおける攻守両陣営をあわせた総人数の上限であり、片側の上限人数はダンジョンの制限人数の半分となる。レイドはシージにおける片側の上限人数の半数が最大人数となる。

### シージ
ダンジョンシージとはレイドタイムアタックでその週にもっともよいタイムを出したギルドと、そのダンジョンを所有しているギルドが参加できるGvG（ギルド対戦）である。しばしばその語感から「CG」と略される。
シージはダンジョンを用いて行われ、シージの参加人数はダンジョンに設定されている制限人数となる。そのダンジョンを所有していたギルドが防衛側、レイドを勝ち抜いたギルドが攻撃側となり、例えば月光遺跡では16人対16人で行われる。
攻撃側はダンジョンの入り口（結界石のある部屋）からスタートし、守備側はダンジョンの大ボスのいる部屋（ダンジョンコアの設置される部屋）の奥の部屋からのスタートとなる。ダンジョン内にはモンスターは配置されないが、中ボスのいる部屋（=制御装置のある部屋）には守護神が配置される。守護神はその制御装置を支配している側のギルドに所属する（シージ開始時は防御側）。またその守護神が属する側のギルドのキャラクターであれば、守護神にもバフ・回復スキルをかけることができる。
ダンジョンコア
ダンジョンコアは、ダンジョンシージ防衛側のスタート地点に設置されており、これを破壊されると攻撃側・防衛側入れ替わってシージが続行される。ダンジョンコアにもバフ・回復スキルを使うことができる。
結界石
結界石はダンジョンシージ攻撃側のスタート地点すなわちダンジョンの入り口に設置され、これを破壊されるとシージ攻撃側の敗退が決定される。結界石にもバフ・回復スキルを使うことができる。
制御装置
制御装置はダンジョンの中ボスのいる部屋に設置され、ダンジョンシージ開始時は防衛側の守護神が制御装置を守っている。攻撃側は結界石のある部屋にいる守護神を倒し、その死体が消えた後であれば制御装置を操作し、占領することができる。制御装置を占領すると攻撃側の守護神が生成され、復活地点の一つとして認識される。
復活地点
キャラクターが行動不能になると復活地点で復活することができる。このとき攻撃側のキャラクターは直線距離で最も近い、自陣の制御装置もしくはスタート地点で復活し、防御側のキャラクターはコア奥の部屋からの復活となる。
ダンジョンシージの勝敗のつけかた
勝負は守備側が攻撃側の結界石を破壊した場合、またはシージ開始から2時間が経過したときに決着する。守備側が攻撃側の結界石を破壊した場合は守備側のダンジョン防衛となり、シージ開始から2時間経過した場合はその時点で守備側にいたギルドの勝利となる。

## 大規模アップデート情報
- 2006年10月2日 - オープンβサービスを開始。
- 2006年10月25日 - 正式サービスを開始。
- 2006年12月8日 - Epic3実装 「Siege for Glory」 追加ダンジョン実装
- 2007年6月26日 - Epic4実装 「Revolution」 連合システム追加、二次職実装、クリーチャー仕様変更、闘技場実装
- 2008年6月10日 - Epic5-1「DRAGONIC AGE 1stStage」新ダンジョン実装、ペットシステム実装、クリーチャー追加
- 2008年9月24日 - Epic5-2「DRAGONIC AGE 2ndStage」新ダンジョン実装、新装備、ペットにアイテム収集機能追加
- 2009年5月12日 - Epic6-1「ナビスラミア」魔女ストーリー、幽霊船ナビスラミア、クリーチャー追加
- 2009年9月18日 - Epic6-2「黄金の君主」新ダンジョン実装、クリーチャー追加、競売専用街マリキャット実装
- 2010年2月18日 - Epic6-3「Resurrction」メインシナリオクエスト実装、デスマッチ、クリーチャー追加、フェイス外観変更、上級装備実装
- 2010年8月25日 - Epic7-1「LOST」忘れられた秘密の島リニューアル、隠されたダンジョン実装、クリーチャー追加、クリーチャー強化
- 2011年4月5日 - Epic7-2「Obsession」クエストダンジョン実装、クリーチャー追加、クリーチャー農場実装、UIリニューアル
- 2011年10月18日 - Epic7-3「THE TRIAL」マスタークラス実装・専用クエストダンジョン追加、クリーチャー追加、UIリニューアル、インスタンスダンジョン「ヴォルカヌス」実装
- 2012年3月27日 - Epic7-4「THE SQUARE」新ダンジョン実装、新装備実装、クリーチャー追加、UIリニューアル

2012年11月6日 - Epic8-1「Onslaught」称号システム実装、クリーチャー追加、バトルアリーナ実装、UIリニューアル、覚醒システム実装

## サーバー一覧
- Carbuncle（カーバンクル）サーバ
- Lydian（ライディアン）サーバ

・2009年8月25日のアップデートにより各サーバが一つに統合された。
- White Dragon（統合後、サービス停止）
- Salamander（統合後、サービス停止）

・2013年1月13日のアップデートにより新サーバー「Lydian」オープン。